# University of Buckingham
University of Buckingham eller Buckingham Universitet er et non profit privat universitet i Buckingham, Enlgland. Det er det ældste af landets fem private universiteter. Det blev grundlagt som University College at Buckingham (UCB) i 1973, og de første studerende begyndte i 1976. Det fik universitetsstatus ved royal charter i 1983. University of Buckingham har både bachelor- master og ph.d.-studier på dres fem fakultet.
Universitetet har tætte relationer til Margaret Thatcher, der som uddannelsessekretær havde ansvaret for etableringen af uddannelsesinstitutionen i 1973, og som oremierminister spillede en vigtig rolle i at opgradere det til et universitet i 1983, hvorved Storbritanniens første private universitet blev skabt. Da hun trak sig tilbage fra politik i 1992 blev Thatcher universitetets anden universitetskansler, hvilket var en post hun havde frem til 1998.
Universitetets økonomi til at drive undervisningen afhænger fuldstændigt af studiegebyrer og donationer, idet det ikke modtager nogle penge fra staten (via HEFCE eller lignende). Det har formel status som en almennyttig organisation dedikeret til forskning og uddannelse.
Universitetet er medlem af Independent Universities Group, der blev etableret i januar 2015 af otte almennyttige institutioner med universitetsstatus elle rlignende uddannelsesmæssig relation. Gruppens mål er at være "Russell Group i den alternative sektor" og dissociere sine medlemmer fra mere "risikable" profitdrevne uddannelsesinstitutioner. University of Buckingham er et blandt 26 engelske universiteter med School of Medicine, dvs. lægeuddannelse på bachelor- og master-niveau.

## Alumner
Blandt universitetets alumner er Bader Ben Hirsi, der er skuespilsforfatter og instruktør; Brandon Lewis, MP for Great Yarmouth og Chairman of the Conservative Party; Mark Lancaster, MP for Milton Keynes North; og tidligere CEO for Bell Pottinger James Henderson.
Blandt internationale alumner er Mohammadin Ketapi, minister i Malaysia; Pravind Jugnauth, MP i National Assembly of Mauritius, tidligere vicepremierminister og leder af en af Mauritius' store partier kaldet Militant Socialist Movement; Olagunsoye Oyinlola, tidligere guvernør i Osun, Nigeria og racerkøreren Marc Gené der vandt 24 Timers Le Mans i 2009.

## Fodnoter
1. ↑  De andre fire er ét non profit; Regent's University London,[3] og de tre universiteter University of Law,[4] BPP University[5] og Arden University.[6] der drives for profit